# Мухарем Сербезовски
Мухарем Сербезовски (на босненски: Мухарем Сербезовски или Muharem Serbezovski) е сръбски певец и общественик от ромски произход.

## Биография
Роден е на 2 май 1950 година в скопската циганска махала Шуто Оризари. Започва да пее на 12 години. Автор е на няколко романа за живота на циганите. Активист е за права на циганите. Сред най-известните хитове от репертоара на Мухарем Сербезовски са „Защо косите ти са побелели, друже“, „Рамо, Рамо“, „Рамаяна“, „Хатидже“, „Есмералда“, „Шехерезада“, „Джемиле“, „Plavo, plavo“, „Čija li si“, „Сине мой“, „Осман ага“, „Мастика, мастика“, „Danima noćima“ и др.

## Творчество
Той е автор на повече от триста песни, няколко книги и най-вече:
1. „Śareni dijamanti“
2. „Cigani "A" kategorije“
3. „Rat ciganskih bogova“

Стихосбирки:
- 1999 – „Putevi vetrova i cigana“
- 2000 – „Cigani i ljudska prava“
- 2001 – „Jasine“
- 2005 – „Prevod Kurana na romski jezik“

## Дискография

### Малки плочи и сингли
- 1962 – „Kalajđiljar Kalaj Japar“
- 1969 – „Još uvek te volim“
- 1969 – „Spavaj čedo, spavaj“
- 1969 – „Šta ce mi bogatstvo“
- 1969 – „Džemile“
- 1970 – „Ciganin sam i umem da volim“/ „Vrati mi se, brate“
- 1971 – „Ciganko vatrenog oka“
- 1971 – „Šeherezada – Esmeralda“
- 1971 – „Alisa ne idi“
- 1971 – „Srce cigansko“
- 1973 – „Čekaću te ja“
- 1973 – „Osman аga“
- 1974 – „Ramu, Ramu“
- 1974 – „Ramajana“
- 1975 – „Hajde svi da pevamo“
- 1975 – „Zeleno, zeleno“
- 1977 – „Ramajana“
- 1977 – „Zašto su ti kose pobelele, druže“
- 1979 – „Suzana, volim te“/ „Ljubav još nije prošla“
- 1979 – „U haremu“
- 1980 – „Pesma prijatelju“/ „Daleko je naše selo“
- 1984 – „Čija li si“

### Студийни албуми
- 1968 – „Hatidźe“
- 1976 – „Muharem“
- 1982 – „Disko orijent“
- 1983 – „Dođi mi u godini jedan dan“
- 1984 – „Zašto su ti kose pobelele, druže“
- 1985 – „Teška beše našata razdelba“
- 1986 – „Muharem Serbezovski“
- 1987 – „Zaljubih se...“
- 1987 – „Karmen ciganka“
- 1989 – „Bože, Bože, kakva je to žena“
- 1989 – „Koliko te volim“
- 1990 – „Srećan 8. Mart“
- 1991 – „Lejla“
- 1993 – „Šta učini bolan jarane“
- 1994 – „Extra hitovi“
- 1995 – „Dolazim u Sarajevo“
- 1996 – „Ciganska duša“
- 1998 – „...I ovaj svijet je mali“
- 2000 – „Jedina“
- 2002 – „Ti si tuđa žena“
- 2006 – „Daj mi Bože strpljenje“
- 2013 – „Evo dolazim“

### Компилации
- 1970 – „Esma Redžepova i Muharem Serbezovski“
- 1973 – „Muharem Serbezovski“
- 1975 – „Muharem Serbezovski“
- 1995 – „Za venčanim stolom“
- 1997 – „Najveći Hitovi“
- „Muharem Serbezovski, Ansambl Crni dijamanti“
- „Šta učini bolan jarane“/ „Put pod noge“
- „Hit mix 2“, издадена в България
- 2003 – „The best of Muharem Serbezovski“
- 2003 – „Best“, издадена в България
- 2006 – „Najveci hitovi 1, 2“
- 2012 – „39 velikih hitova“
- 2015 – „Muharem Serbezovski“
- 2015 – „Хитове“, издадена в България